# 오오타케 히로시
오오타케 히로시(일본어: 大竹 宏 오타케 히로시[*], 1932년 3월 14일~2022년 8월 1일)는 일본의 남성 성우 겸 배우이다.